# Порфирий Шайнов
Порфирий И. Шайнов е български просветен деец, фолклорист и революционер, деец на Вътрешната македоно-одринска революционна организация.

## Биография
Порфирий Шайнов е роден на 11 юли 1873 година в Струга, тогава в Османската империя, в семейство по произход от Радожда. В 1892 година завършва четвъртия випуск на педагогическия курс в българската мъжка гимназия в Солун. След завършването си става учител в Кукуш в учебната 1892/1893 година. В 1895 година Даме Груев организира комитети на ВМОРО в Битолско и Охридско и Шайнов влиза в Стружкия революционен комитет заедно с Антиноген Хаджов и Александър Чакъров. Работи в Битоля, където се запознава със свещеник Тома Николов. През учебната 1907/1908 година е главен учител в Петрич. 
След Младотурската революция в 1908 година е български учител в Енидже Вардар, където пак работи с Тома Николов. Шайнов последва Николов във Воден, където е негов секретар във Воденската българска община.
След Междусъюзническата война е арестуван от новите гръцки власти на 4 юли 1913 година заедно с Тома Николов и няколкостотин други българи и лежи в затвора до освобождението им на 14 март 1914 година.
Порфирий Шайнов събира фолклорни материали от Стружко и Кукушко, които публикува в екзархийсткия вестник „Новини“.